# Josep Maria de Caralt Mas
Josep Maria de Caralt Mas   (1906 - Barcelona, 23 d'agost de 1981) fou un jugador d'hoquei sobre herba català que va competir durant les dècades de 1920 i 1930.
Durant la seva carrera esportiva jugà al Reial Club de Polo de Barcelona, amb qui guanyà la Copa d'Espanya de 1929 i del Futbol Club Barcelona, amb qui guanyà el Campionats de Catalunya de 1931. Amb la selecció espanyola participà en els Jocs Olímpics d'Amsterdam de 1928.